# Opium

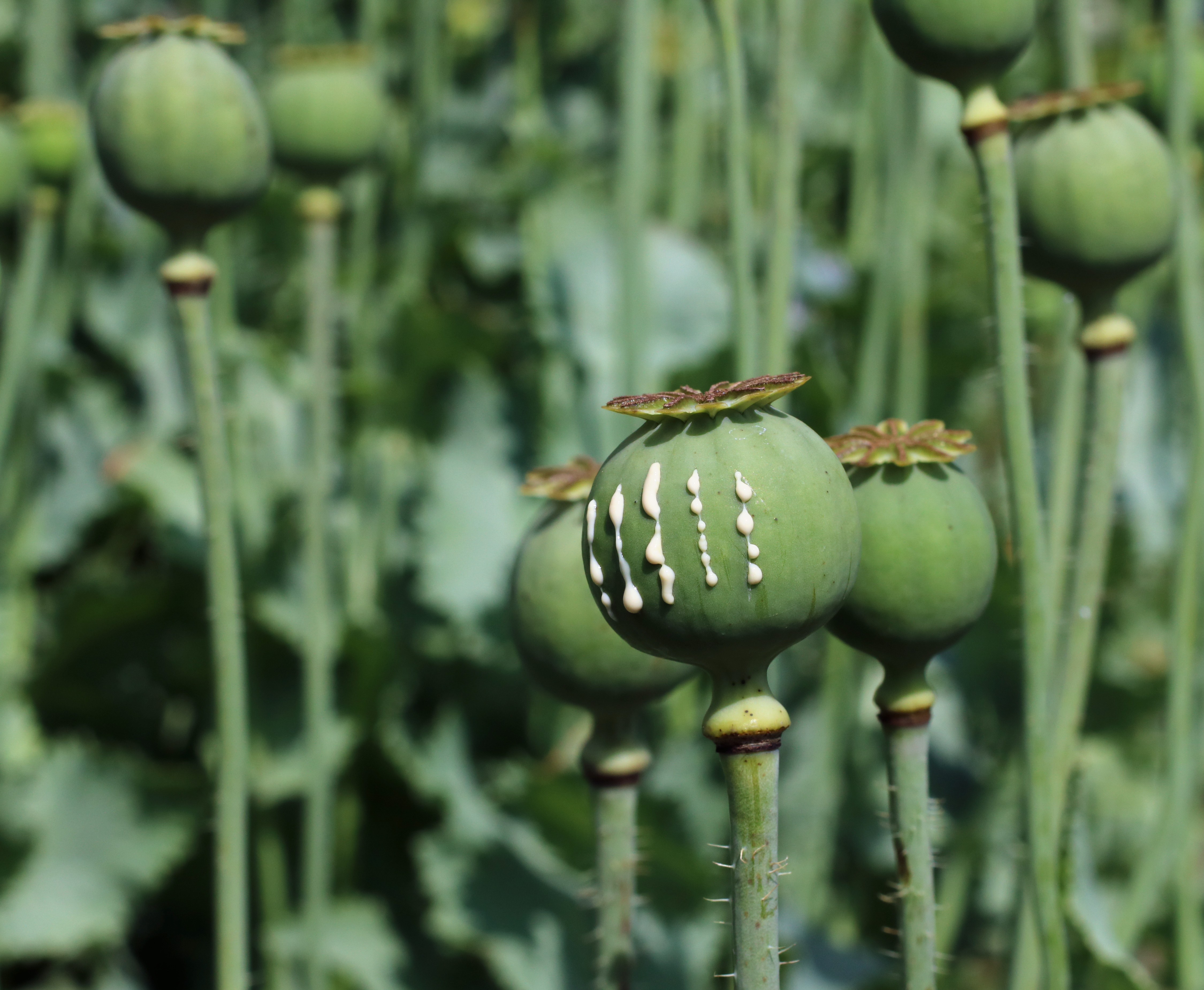
Sok mleczny wyciekający z nacięć na makówkach, składnik do produkcji opium

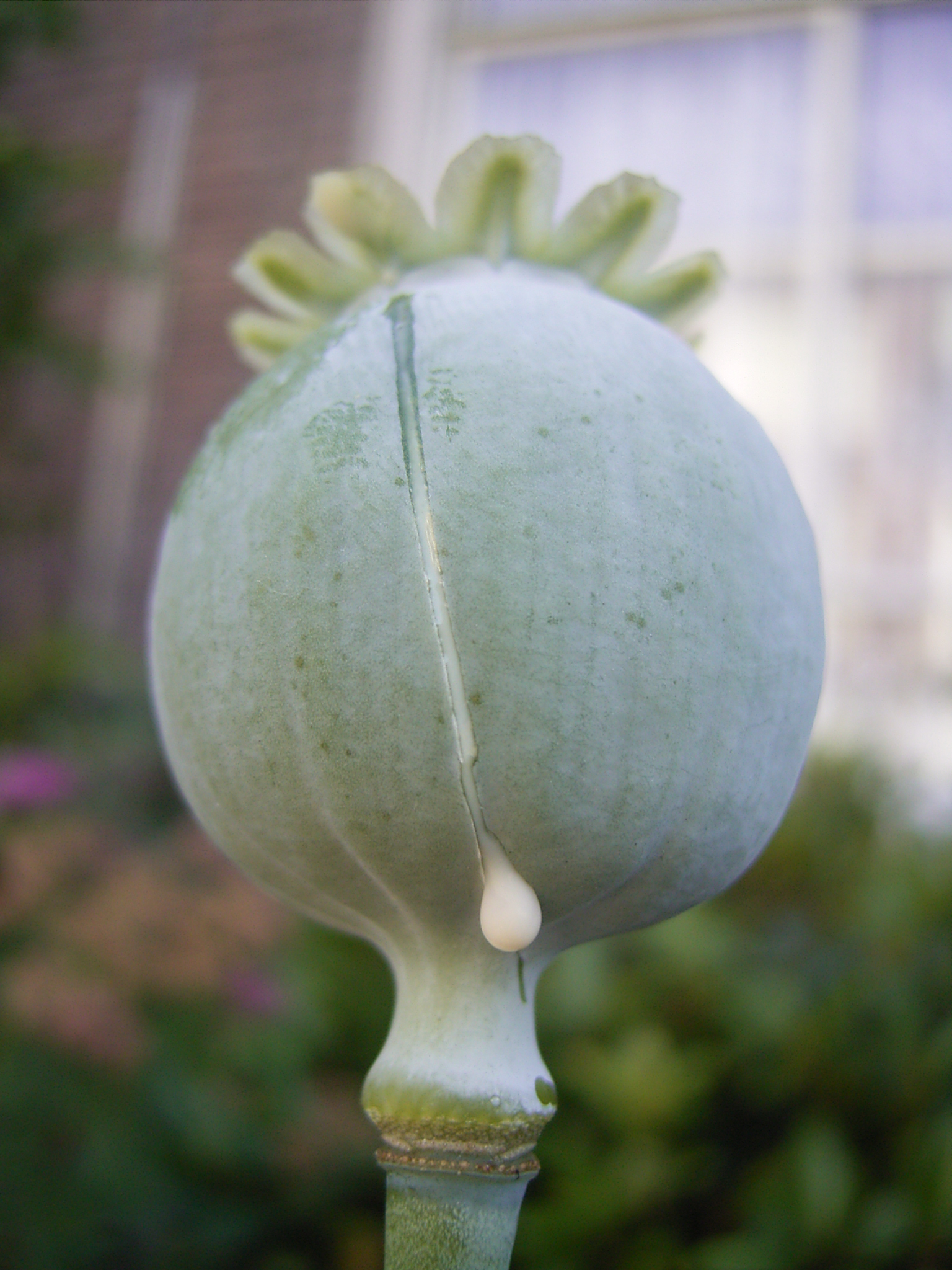
Sok mleczny wyciekający z nacięć na makówce, składnik do produkcji opium

Opium – substancja otrzymywana przez wysuszenie soku mlecznego z niedojrzałych makówek maku lekarskiego (Papaver somniferum). Zawiera około 20 alkaloidów (według niektórych źródeł znacznie więcej), które można podzielić na dwa rodzaje:
- pochodne fenantrenu (morfina, kodeina)
- pochodne izochinoliny (papaweryna).

Opium było w przeszłości używane głównie jako środek przeciwbólowy, uspokajający, środek nasenny i odurzający, głównie w postaci nalewki alkoholowej, zwanej laudanum, lub palone. Od początku naszej ery do XIX w. wchodziło w skład teriaku, specyfiku mającego być uniwersalną odtrutką, czy wręcz panaceum. Szczególnie szeroko opium stosowano w Europie i Stanach Zjednoczonych w XIX wieku. Próby ograniczenia przywozu brytyjskiego opium do Chin doprowadziły do wojen opiumowych. Alkaloidy zawarte w tej substancji, między innymi morfinę, kodeinę, narkotynę, papawerynę, wykorzystuje się w lecznictwie. Również makowiny, czyli suche, dojrzałe i opróżnione z nasion torebki maku (wraz z szypułkami) oraz wymłócona słoma makowa, są źródłem tych samych alkaloidów. Kodeina stosowana jest jako lek znoszący odruch kaszlu. Przeciwkaszlowe działanie ma także narkotyna, która jednocześnie pobudza ośrodek oddechowy. Papaweryna używana jest przy kolce jelitowej, wątrobowej i innych narządów, gdyż blokuje bodźce nerwowe powodujące skurcz mięśni gładkich układu pokarmowego.
Obecnie 90% światowej (85% na rynku europejskim) produkcji opium pochodzi z Afganistanu, gdzie jest ono głównym źródłem utrzymania miejscowej ludności.